# Torre Gorgot

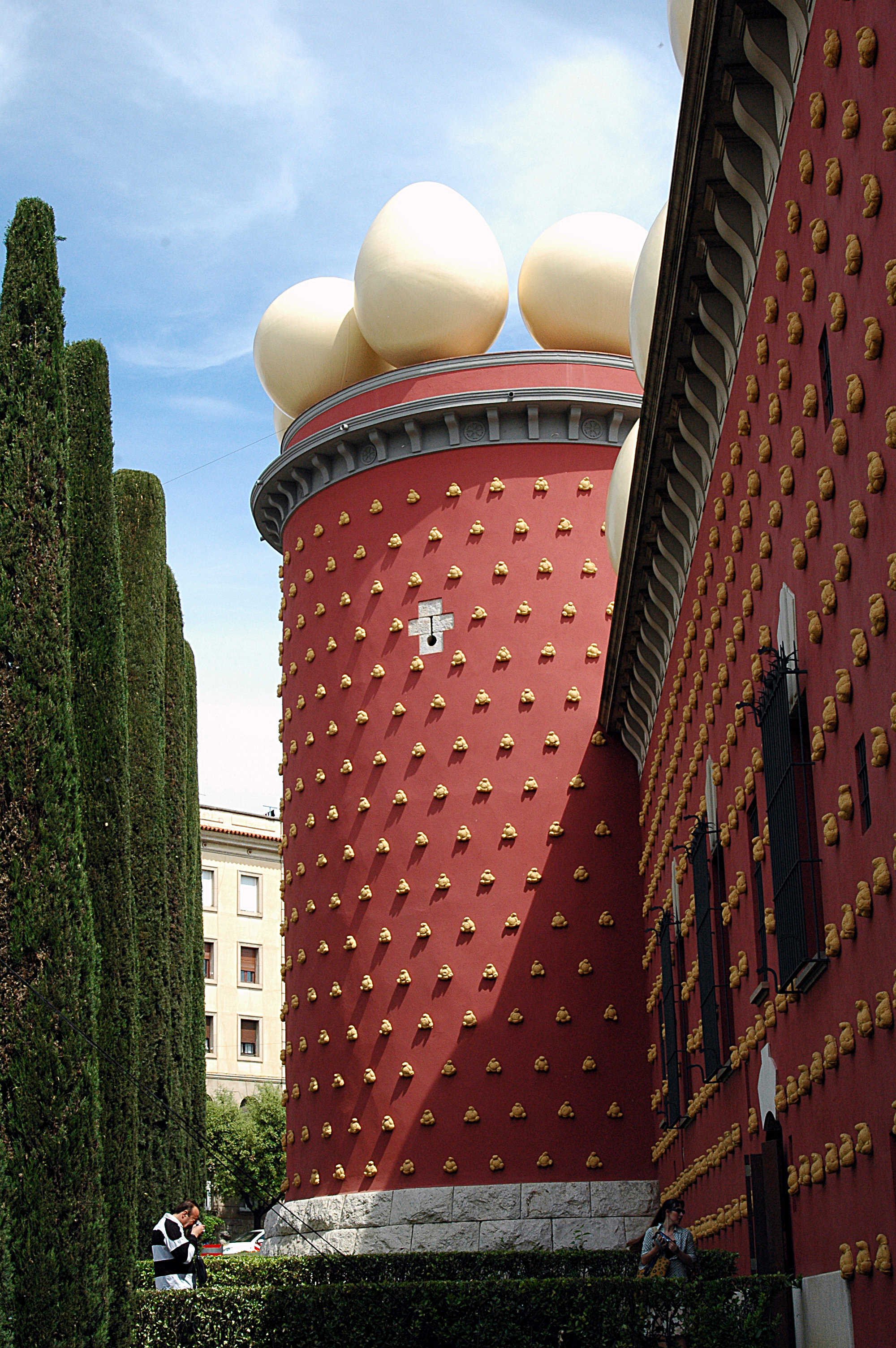
Torre Gorgot

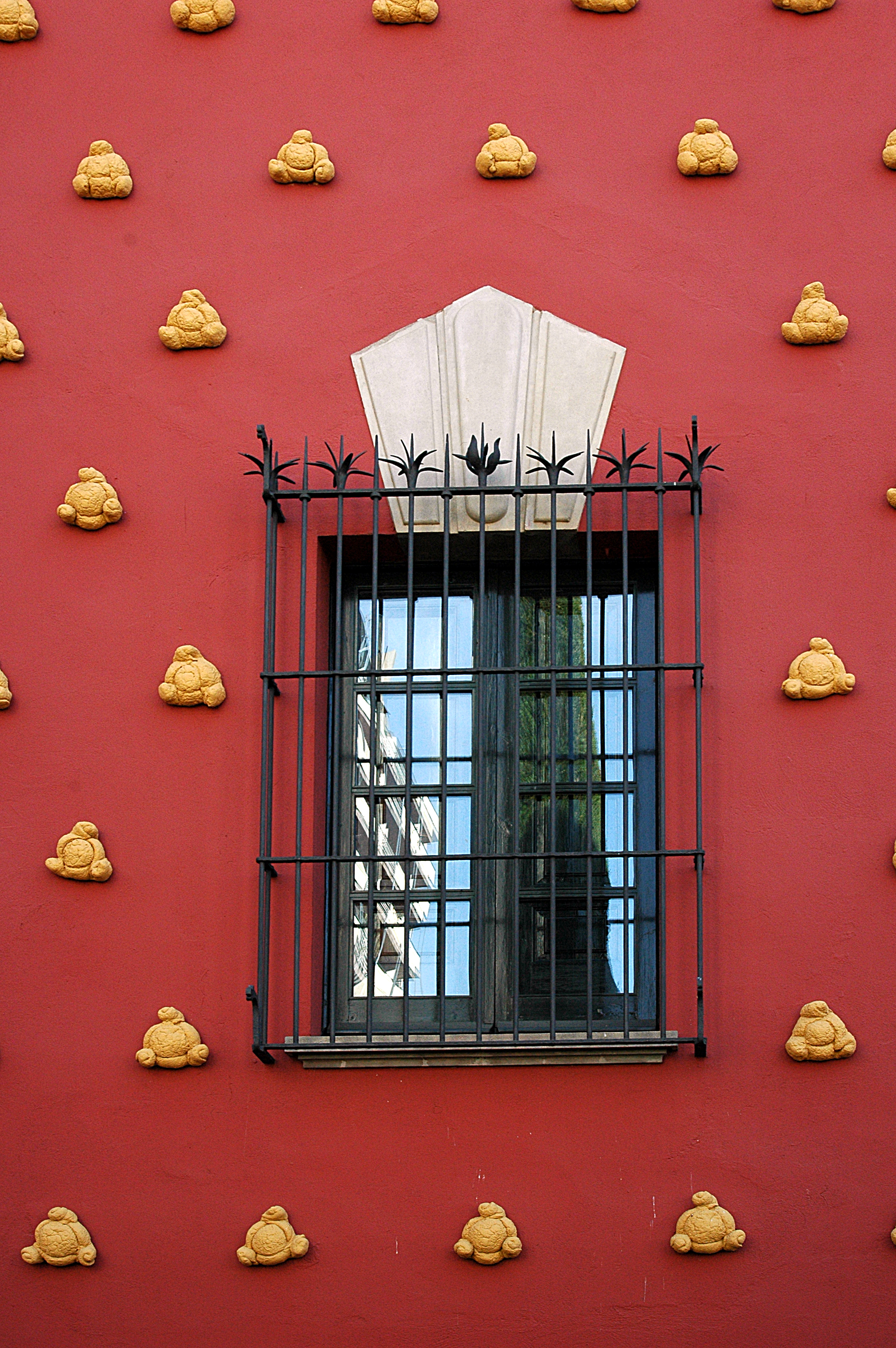
Ausschnitt mit Fenster

Der Torre Gorgot (auch als Torre Galatea bezeichnet) in Figueres, einer spanischen Stadt in der Region Katalonien, ist ein ehemaliger Wehrturm der Stadtbefestigung, der heute zum Teatre-Museu Dalí gehört. Das Bauwerk wurde im Jahr 1949 zum Baudenkmal (Bien de Interés Cultural) erklärt.

## Geschichte
Der ursprünglich im 17. Jahrhundert errichtete Wehrturm wurde im 19. Jahrhundert zu einem Wasserturm umgebaut. Er wurde 1983 von der Generalitat de Catalunya gekauft und zur Erweiterung des Teatre-Museu Dalí genutzt. Dabei erhielt er sein heutiges Aussehen mit seiner knallroten Farbe und den Eiern auf dem Dach.
Der Turm wird auch Torre Galatea genannt, nach Gala Éluard Dalí, der Frau Salvador Dalís.